# Роб Бърдън
Роб Бърдън (собственото име и презимето на английски, фамилията на френски: Robert Gregory Bourdon, само фамилията Бурдон) е роден на 20 януари 1979 в Калабасас, Калифорния. Той е барабанистът на Linkin Park (най-младия в групата). Роб започва да свири на барабани още от начално училище, влизайки в музикална група едва на 13-годишна възраст. Любовта му към барабаните се заражда може би след посещението зад кулисите на концерт на Aerosmith (неговата майка е познавала барабаниста на групата, Джоузефи Крамър).
Роб продължава обучението си в гимназията на Майк Шинода и Брад Делсън. Майк (не Майк Шинода) допълва: „Ходих на пробите на бандата, в които свиреше заедно с Брад. Познавахме се и бяхме приятели. Тяхната музика ми харесваше, но преди всичко отивах, защото бях възхитен от музиката на Роб.“ Освен на барабани, Роб свири и на пиано.